# Gottsdorf (Gemeinde Persenbeug-Gottsdorf)
Gottsdorf ist eine Ortschaft und eine Katastralgemeinde der Marktgemeinde Persenbeug-Gottsdorf im Bezirk Melk in Niederösterreich.

## Geografie
Das Dorf an der Donau Straße liegt im Nordosten der Flur Scheibe, der Schwemmebene der Donauschlinge bei Ybbs. Im Ort zweigt die Landesstraße L7270 ab und führt über die Scheibe nach Hagsdorf.

## Geschichte
Laut Adressbuch von Österreich waren im Jahr 1938 in der Ortsgemeinde Gottsdorf zwei Gastwirte, ein Gemischtwarenhändler, ein Schmied, ein Schneider und eine Schneiderin, drei Schuster, ein Wasenmeister und ein Zementwarenerzeuger ansässig.
Zum 1. Jänner 1969 erfolgte die Fusionierung der Gemeinden Persenbeug und Gottsdorf als Katastralgemeinden zur Gemeinde Persenbeug-Gottsdorf.

## Sehenswürdigkeiten
- Pfarrkirche Gottsdorf, ein im 12. Jahrhundert errichteter und mehrmals umgestalteter Bau

## Persönlichkeiten
- Franz Köck (1931–2015), Elektriker, Betriebsratsobmann und Abgeordneter, wuchs hier auf
- Christa Kranzl (* 1960), Politikerin und ehemalige Staatssekretärin, lebt im Ort